# Trzeci rząd Andreja Plenkovicia
Trzeci rząd Andreja Plenkovicia – szesnasty rząd Republiki Chorwacji od rozpoczęcia w 1990 procesu demokratyzacji.
Gabinet rozpoczął urzędowanie 17 maja 2024, zastąpił drugi rząd Andreja Plenkovicia. Powstał po wyborach parlamentarnych z 17 kwietnia 2024, które zakończyły się zwycięstwem partii premiera – Chorwackiej Wspólnoty Demokratycznej (HDZ) i jej koalicjantów. Jego ugrupowanie zawarło koalicję z prawicowym Ruchem Ojczyźnianym (DP). Poparcie dla jego kolejnego gabinetu zadeklarowało też m.in. kilku posłów mniejszości, łącznie premier zebrał 78 podpisów deputowanych. 17 maja 2024 Zgromadzenie Chorwackie zatwierdziło nowy rząd Andreja Plenkovicia (przy 79 głosach za, 61 przeciw i 1 wstrzymującym się), na skutek czego gabinet rozpoczął urzędowanie.

## Skład rządu
| Stanowisko                                                                          | Minister              | Okres urzędowania | Partia |
| ----------------------------------------------------------------------------------- | --------------------- | ----------------- | ------ |
| Premier                                                                             | Andrej Plenković      | od 17 maja 2024   | HDZ    |
| Wicepremier, minister ds. weteranów                                                 | Tomo Medved           | od 17 maja 2024   | HDZ    |
| Wicepremier, minister spraw wewnętrznych                                            | Davor Božinović       | od 17 maja 2024   | HDZ    |
| Wicepremier, minister spraw morskich, transportu i infrastruktury                   | Oleg Butković         | 17 maja 2024      | HDZ    |
| Wicepremier, minister obrony                                                        | Ivan Anušić           | od 17 maja 2024   | HDZ    |
| Wicepremier, minister budownictwa, planowania przestrzennego i własności państwowej | Branko Bačić          | od 17 maja 2024   | HDZ    |
| Wicepremier, minister finansów                                                      | Marko Primorac        | od 17 maja 2024   | HDZ    |
| Wicepremier, minister rolnictwa, leśnictwa i rybołówstwa                            | David Vlajčić         | od 11 lutego 2025 | DP     |
| Minister spraw zagranicznych i europejskich                                         | Gordan Grlić Radman   | od 17 maja 2024   | HDZ    |
| Minister gospodarki                                                                 | Ante Šušnjar          | od 17 maja 2024   | DP     |
| Minister ochrony środowiska i zielonej transformacj                                 | Marija Vučković       | od 17 maja 2024   | HDZ    |
| Minister sprawiedliwości, administracji publicznej i transformacji cyfrowej         | Damir Habijan         | od 17 maja 2024   | HDZ    |
| Minister edukacji, nauki i młodzieży                                                | Radovan Fuchs         | od 17 maja 2024   | HDZ    |
| Minister demografii i imigracji                                                     | Ivan Šipić            | od 17 maja 2024   | DP     |
| Minister kultury i mediów                                                           | Nina Obuljen Koržinek | od 17 maja 2024   | HDZ    |
| Minister turystyki i sportu                                                         | Tonči Glavina         | od 17 maja 2024   | HDZ    |
| Minister pracy, systemu emerytalnego, rodziny i polityki społecznej                 | Marin Piletić         | od 17 maja 2024   | HDZ    |
| Minister zdrowia                                                                    | Irena Hrstić          | od 6 grudnia 2024 | HDZ    |
| Minister rozwoju regionalnego i zarządzania funduszami europejskimi                 | Nataša Mikuš Žigman   | od 15 lipca 2025  | HDZ    |

## Byli członkowie rządu
| Stanowisko                                                          | Minister    | Okres urzędowania                    | Partia |
| ------------------------------------------------------------------- | ----------- | ------------------------------------ | ------ |
| Minister zdrowia                                                    | Vili Beroš  | od 17 maja 2024 do 15 listopada 2024 | HDZ    |
| Wicepremier, minister rolnictwa, leśnictwa i rybołówstwa            | Josip Dabro | od 17 maja 2024 do 18 stycznia 2025  | DP     |
| Minister rozwoju regionalnego i zarządzania funduszami europejskimi | Šime Erlić  | od 17 maja 2024 do 11 kwietnia 2025  | HDZ    |